# Carlos F. Galán
Carlos F. Galán (Cádiz, 1831-Ciudad de México, octubre de 1906) fue un escritor, jurista y editor de periódicos español. Fue intérprete y traductor de inglés, francés, español e italiano.

## Biografía

### Primeros años
Nació en España en 1831, en 1845 su familia emigró a México. Ese mismo año, comenzó a asistir a la academia militar de Chapultepec en la Ciudad de México. Mientras estaba en la academia, fue ascendido a teniente del Ejército Mexicano. Luchó por México durante la guerra mexicano-estadounidense en 1846-1848.

### Carrera

#### Como abogado y jurista
Después de la guerra, Galán se mudó a San Francisco. Comenzó a estudiar derecho, fue admitido en el colegio de abogados y ejerció en esa ciudad. En la década de 1850, Galán trabajó en los campos de oro durante la fiebre del oro de California. Pronto descubrió que las condiciones de trabajo y de vida de los mexicanos eran insoportables.
Galán finalmente volvió a ejercer la abogacía. Fue presidente del Tribunal Supremo de Baja California y miembro de su congreso. En septiembre de 1867 fue electo gobernador de Baja California, pero sólo por un año. Se convirtió en gobernador de oficio del mismo territorio hasta mayo de 1868.

#### Como editor de periódicos
Fundó el primer periódico en inglés y español en la Baja California, llamado La Baja California. Publicó el primer gran semanario de Sinaloa, llamado Occidental. De 1869 a 1872, Galán también participó en otro periódico llamado La Voz de Pueblo, en Mazatlán. Galán era un hombre bien educado y usó sus habilidades para editar varios periódicos en Baja California y Sinaloa. Mostró una predilección como colaborador tanto para un editor como para un escritor. En 1881 e convirtió en editor del periódico La Voz del Nuevo Mundo durante un año. A su vez escribió una serie de bocetos llamados "Recuerdos de California", que se publicaron el 21 de mayo, 28 de mayo y 11 de junio de 1881 en La Voz del Nuevo Mundo. Estas historias son narradas por la perspicacia de un ex residente de un campamento minero de Sonora.

### Vida privada
Galán estaba casado con Laura H. Galán y tenía doce hijos biológicos y dos hijos adoptivos. Residió en Mazatlán, Sinaloa, con su familia hasta 1872.
Falleció en la Ciudad de México en octubre de 1906.

## Caso Abra
Galán estuvo involucrado en un caso relacionado con reclamos sobre la Compañía Minera Abra Silver. Galán rindió su testimonio en Washington D. C. el 3 de enero de 1874. Por su trabajo en el diario y como abogado, investigó los sucesos de esta empresa minera en particular. Tradujo y anotó las declaraciones de varios testigos del caso en relación con los reclamos de que se habían producido supuestos daños como consecuencia de actos particulares y omisiones de deber por parte de representantes oficiales de la República Mexicana.

## Importancia en la literatura estadounidense
Galán contribuyó a la literatura estadounidense a través de sus breves narraciones en prosa en la cultura impresa española proveniente de California. Sus obras muestran la encrucijada de la historia literaria estadounidense y hemisférica estadounidense. Específicamente, sus tres bocetos titulados "Recuerdos de California" brindan una mirada a la comunidad multinacional de la clase trabajadora en California y una mirada a cómo la comunidad latina sin privilegios experimentó el nuevo orden de dominio estadounidense. Dado que el trabajo data de finales del siglo XIX, el enfoque en la región de California permite una demostración de la comunidad latina a solo un par de décadas de las secuelas de la guerra entre Estados Unidos y México. Además, como editor de La Voz del Nuevo Mundo, Galán enfocó el periódico en temas de modernidad y cosmopolitismo latino/a para demostrar la participación de la comunidad latina en los Estados Unidos a la modernidad.